# دیویس‌پور
دیویس‌پور (به انگلیسی: Davispur) یک روستا در پاکستان است که در پنجاب واقع شده‌است.